# شباب العمل الشعبي (إسبانيا)
شباب العمل الشعبي كان جناح الشباب المتطرف من الاتحاد الإسباني لليمين المستقل، الحزب الكاثوليكي الرئيسي خلال جزء من الجمهورية الإسبانية الثانية. خضعت المنظمة لعملية فاشية في حين أن أعضائها تقاسموا صداقة حميمة مع المنظمات الفاشية والرجعية الرئيسية.
تم إنشاء المنظمة في الأصل كفرع من حزب العمل الشعبي في عام 1933. كان مؤسسها وقائدها خوسيه ماريا فالينتي سوريانو. طُرد منالاتحاد الإسباني لليمين المستقل في عام 1934 بسبب محادثاته السرية مع ألفونسو الثالث عشر، وحل محله خوسيه ماريا بيريز دي لابوردا.
أكد حزب العمل الشعبي على النشاط الرياضي والسياسي. كان لها جريدة نصف شهرية صدر العدد الأول منها: "نريد دولة جديدة". كان نفور حزب العمل من مبادئ الاقتراع العام إلى درجة أن القرارات الداخلية لم يتم التصويت عليها مطلقًا. كما قالت النقطة الثالثة عشرة من خطة العمل: "مناهضة البرلمانية مناهضة الدكتاتورية، الناس يشاركون في الحكومة بطريقة عضوية، وليس عن طريق الديمقراطية المنحطة، لقد أصبح الخط الفاصل بين الكوربوراتية المسيحية والدولة الفاشية ضعيفًا جدًا بالفعل. على العكس من ذلك يجادل ستانلي باين بأن حزب العمل لم تعجبه الفاشية ونفى أن يتم تفسير تركيزهم على السلطة والقيادة على أنه دعم للسلطوية.
ظهرت الميول الفاشية لحزب العمل بوضوح في سلسلة التجمعات التي نظمتها حركة الشباب خلال عام 1934. باستخدام لقب (الرئيس)، بعد هزيمة الاتحاد الإسباني لليمين المستقل في انتخابات عام 1936، هرب أعضاء حزب العمل الممجدون إلى المنظمات اليمينية المتطرفة.
انتهى وجود حزب العمل في عام 1937، بعد مرسوم التوحيد.